# NGC 521
NGC 521 ist eine Balken-Spiralgalaxie vom Hubble-Typ SBbc im Sternbild Walfisch südlich der Ekliptik. Sie ist schätzungsweise 227 Millionen Lichtjahre von der Milchstraße entfernt und hat einen Durchmesser von etwa 175.000 Lj.

Im selben Himmelsareal befinden sich die Galaxien NGC 533, IC 103, IC 105, IC 1694.
Die Supernovae SN 1966G (Typ-I), SN 1982O und SN 2006G (Typ-SN.II/IIb) wurden hier entdeckt.
Das Objekt wurde am 8. Oktober 1785 von dem deutsch-britischen Astronomen Wilhelm Herschel entdeckt.